# Municipio de Horton (Minnesota)
El municipio de Horton (en inglés: Horton Township) es un municipio ubicado en el condado de Stevens en el estado estadounidense de Minnesota. En el año 2010 tenía una población de 174 habitantes y una densidad poblacional de 1,87 personas por km².

## Geografía
El municipio de Horton se encuentra ubicado en las coordenadas 45°26′55″N 95°55′20″O / 45.44861, -95.92222. Según la Oficina del Censo de los Estados Unidos, el municipio tiene una superficie total de 92.89 km², de la cual 92,7 km² corresponden a tierra firme y (0,21 %) 0,19 km² es agua.

## Demografía
Según el censo de 2010, había 174 personas residiendo en el municipio de Horton. La densidad de población era de 1,87 hab./km². De los 174 habitantes, el municipio de Horton estaba compuesto por el 97,7 % blancos, el 2,3 % eran de otras razas. Del total de la población el 2,87 % eran hispanos o latinos de cualquier raza.